# Wiaczesław Welew
Wiaczesław Serhijowycz Welew, ukr. Вячеслав Сергійович Велєв (ur. 21 maja 2000 w Odessie) – ukraiński piłkarz występujący na pozycji obrońcy w bułgarskim klubie FK Krumowgrad.

## Kariera klubowa
Wychowanek klubu Czornomoreć Odessa, barwy którego bronił w juniorskich mistrzostwach Ukrainy (DJuFL). Karierę piłkarską rozpoczął 10 września 2016 w drużynie juniorskiej Czornomorca U-17, a 31 marca 2018 debiutował w podstawowym składzie odeskiego klubu. 8 września 2020 przeszedł do FK Mariupol. Po zakończeniu kontraktu na początku 2021 został piłkarzem klubu Hirnyk-Sport Horiszni Pławni. W sezonie 2021/22 zasilił skład zespołu Peremoha Dnipro. 8 kwietnia 2022 podpisał kontrakt z bułgarskim klubem Pirin Błagojewgrad. 14 lipca 2023 przeniósł się do FK Krumowgrad.